# Cúp bóng đá châu Á 2007

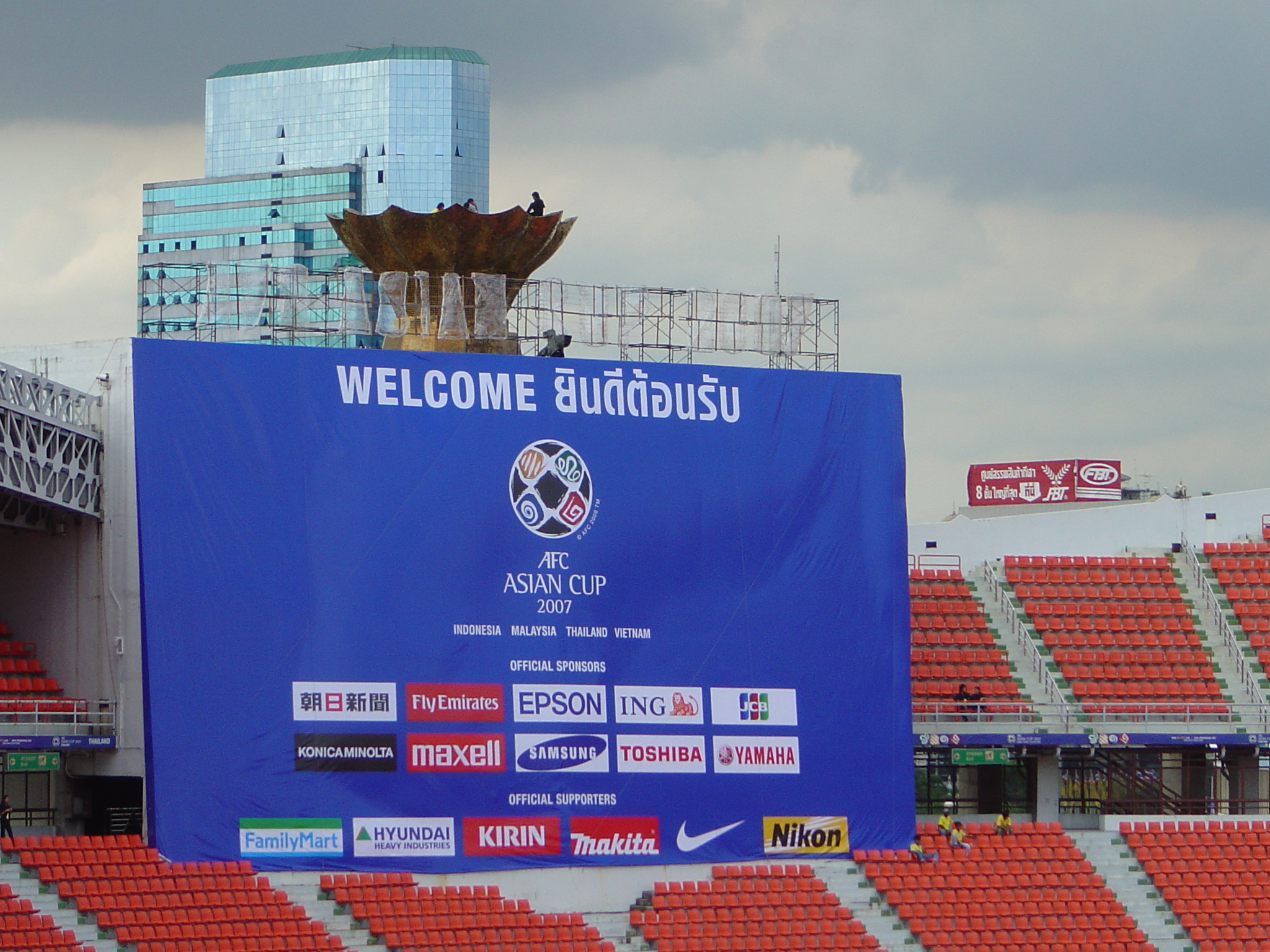
Bảng lễ khai mạc ở Thái Lan

Cúp bóng đá châu Á 2007 (AFC Asian Cup 2007) là lần tổ chức thứ 14 của Cúp bóng đá châu Á, được đồng tổ chức tại 4 quốc gia Đông Nam Á gồm Indonesia, Malaysia, Thái Lan và Việt Nam từ ngày 7 tháng 7 đến 29 tháng 7 năm 2007.
Iraq có chức vô địch Cúp bóng đá châu Á đầu tiên sau khi đánh bại đội tuyển vô địch ba lần Ả Rập Xê Út 1–0 ở trận chung kết. Với tư cách là đội vô địch, Iraq đại diện AFC ở Cúp Liên đoàn các châu lục 2009.
Ước tính đã có khoảng 650 triệu khán giả truyền hình trên toàn thế giới theo dõi AFC Asian Cup 2007.
Úc tham dự lần đầu tiên kể từ khi chuyển qua AFC từ OFC. Úc cũng là đội tuyển đầu tiên của giải đấu ngoài các quốc gia đồng chủ nhà giành quyền tham dự Cúp châu Á 2007.

## Bối cảnh
Trước năm 2007 và 4 năm một lần, AFC thường tổ chức giải đấu cấp châu lục từ năm 1956 cho đến Trung Quốc năm 2004. Với Thế vận hội Olympic mùa hè và Giải vô địch bóng đá châu Âu cũng được tổ chức cùng năm với Asian Cup, AFC đã thay đổi thông lệ của họ. Từ năm 2007, AFC quyết định tổ chức giải đấu cấp châu lục sớm hơn một năm, và cứ sau bốn năm kể từ đó.

## Chọn nuớc chủ nhà
Chủ tịch AFC lúc đó là Mohammed Bin Hammam đã đề xuất và trình bày động thái có bốn quốc gia đăng cai tổ chức Asian Cup 2007. Quyền đăng cai được trao cho 4 quốc gia Đông Nam Á là: Indonesia, Malaysia,Thái Lan và Việt Nam. Tuy nhiên, sau đó ông đã hối hận về quyết định này và gọi đó là "sai lầm" của mình, do những khó khăn về tài chính và hậu cần trong việc tổ chức một sự kiện xuyên suốt 4 quốc gia. Ông nói rằng: "Thật khó khăn cho [ủy ban điều hành] vì họ phải có bốn ban tổ chức, bốn trung tâm truyền thông và cũng có những cân nhắc về tài chính." Ông cũng tiết lộ rằng "[ông sẽ] chắc chắn [không] làm điều đó [một lần nữa]", nếu được chọn lại.
Tháng 6 năm 2005, AFC cảnh báo Thái Lan cần cải thiện cơ sở vật chất trước năm 2007, nếu không sẽ bị loại bỏ, có thể bị thay thế bằng Singapore. Vào ngày 12 tháng 8 cùng năm, AFC xác nhận rằng Thái Lan sẽ là đồng chủ nhà của Asian Cup 2007. Tuy nhiên, vào tháng 10 năm 2006, Thái Lan một lần nữa được cảnh báo phải cải thiện cơ sở vật chất của mình trong 90 ngày.

## Địa điểm
| Jakarta                        | Palembang                     | Kuala Lumpur                         | Shah Alam                      |
| ------------------------------ | ----------------------------- | ------------------------------------ | ------------------------------ |
| Sân vận động Gelora Bung Karno | Sân vận động Gelora Sriwijaya | Sân vận động Quốc gia Bukit Jalil    | Sân vận động Shah Alam         |
| Sức chứa: 88.083               | Sức chứa: 30.000              | Sức chứa: 87.411                     | Sức chứa: 80.372               |
|                                |                               |                                      |                                |
| Indonesia JakartaPalembang     | Indonesia JakartaPalembang    | Malaysia Kuala LumpurShah Alam       | Malaysia Kuala LumpurShah Alam |
| Băng Cốc                       | Thái Lan Băng Cốc             | Việt Nam Hà NộiThành phố Hồ Chí Minh | Hà Nội                         |
| Sân vận động Rajamangala       | Thái Lan Băng Cốc             | Việt Nam Hà NộiThành phố Hồ Chí Minh | Sân vận động Quốc gia Mỹ Đình  |
| Sức chứa: 49.722               | Thái Lan Băng Cốc             | Việt Nam Hà NộiThành phố Hồ Chí Minh | Sức chứa: 40.192               |
|                                | Thái Lan Băng Cốc             | Việt Nam Hà NộiThành phố Hồ Chí Minh |                                |
| Băng Cốc                       | Thái Lan Băng Cốc             | Việt Nam Hà NộiThành phố Hồ Chí Minh | Thành phố Hồ Chí Minh          |
| Sân vận động Supachalasai      | Thái Lan Băng Cốc             | Việt Nam Hà NộiThành phố Hồ Chí Minh | Sân vận động Quân khu 7        |
| Sức chứa: 19.793               | Thái Lan Băng Cốc             | Việt Nam Hà NộiThành phố Hồ Chí Minh | Sức chứa: 25.000               |
|                                | Thái Lan Băng Cốc             | Việt Nam Hà NộiThành phố Hồ Chí Minh |                                |

## Vòng loại
Vòng loại Cúp bóng đá châu Á 2007 diễn ra từ ngày 22 tháng 2 đến ngày 15 tháng 11 năm 2006. Lần đầu tiên, đội đương kim vô địch (đội tuyển quốc gia Nhật Bản) phải dự vòng loại để giành vé tham dự vòng chung kết. 24 đội bóng chia làm sáu bảng, chọn ra hai đội nhất nhì mỗi bảng, cùng với đội tuyển của 4 nước chủ nhà, sẽ tham dự vòng chung kết.

## Bài hát chính thức
Bài hát chính thức của giải này là "I Believe" được trình bày bởi ca sĩ người Thái Lan Tata Young. Bài hát cổ động chính thức của giải là "Chơi hết mình" do ca sĩ Việt Nam Kim sáng tác và biểu diễn. 

## Trọng tài
16 trọng tài và 24 trợ lý trọng tài đã được tuyển chọn sau vòng kiểm tra tại Kuala Lumpur, Malaysia, trong đó có một trọng tài và hai trợ lý trọng tài đến từ Liên đoàn bóng đá châu Phi.
| - Matthew Breeze - Mark Shield - Jasim Karim - Sun Baojie - Masoud Moradi - Nishimura Yuichi - Saad Kameel Al Fadhli - Talaat Najm | - Abdulrahman Abdou - Khalil Ibrahim Al Ghamdi - Eddy Maillet - Kwon Jung-Chul † - Lee Gi Young - Mushen Basma - Satop Tongkhan - Ali Hamad Madhad Saif Albadwawi |

† Thay  Shamsul Maidin bị chấn thương.

## Hạt giống
Việc chọn hạt giống để bốc thăm chia bảng tại vòng chung kết dựa vào vị trí của các đội tại bảng xếp hạng của FIFA tháng 10 năm 2006, cũng như thành tích tại các kỳ Cúp bóng đá châu Á trước. Nó đảm bảo việc các đội mạnh tránh phải gặp nhau ngay từ vòng ngoài. Bốn đội hạt giống được công bố vào ngày 19 tháng 12 năm 2006. Nhóm 4 là nhóm của các đội hạt giống. Nhóm 1 là nhóm các đội đồng chủ nhà.
| Nhóm 1                                     | Nhóm 2                            | Nhóm 3                                  | Nhóm 4                          |
| ------------------------------------------ | --------------------------------- | --------------------------------------- | ------------------------------- |
| Indonesia · Malaysia · Thái Lan · Việt Nam | Trung Quốc · Iraq · UAE · Bahrain | Qatar · Uzbekistan · Ả Rập Xê Út · Oman | Úc · Iran · Nhật Bản · Hàn Quốc |

Lễ bốc thăm diễn ra vào ngày 19 tháng 12 năm 2006, tại trung tâm Kuala Lumpur Convention Centre.

## Vòng bảng
| Chú thích bảng | Chú thích bảng                              |
| -------------- | ------------------------------------------- |
|                | Đội nhất và nhì bảng giành quyền vào tứ kết |

### Bảng A
| Đội      | Tr | T | H | B | BT | BB | HS | Đ |
| -------- | -- | - | - | - | -- | -- | -- | - |
| Iraq     | 3  | 1 | 2 | 0 | 4  | 2  | +2 | 5 |
| Úc       | 3  | 1 | 1 | 1 | 6  | 4  | +2 | 4 |
| Thái Lan | 3  | 1 | 1 | 1 | 3  | 5  | −2 | 4 |
| Oman     | 3  | 0 | 2 | 1 | 1  | 3  | −2 | 2 |

Tóm tắt các trận đấu
| Thái Lan             | 1–1      | Iraq               |
| -------------------- | -------- | ------------------ |
| Suksomkit 6' (ph.đ.) | Chi tiết | Younis Mahmoud 32' |

| Úc           | 1–1      | Oman           |
| ------------ | -------- | -------------- |
| Cahill 90+1' | Chi tiết | Al-Maimani 32' |

| Oman | 0–2      | Thái Lan           |
| ---- | -------- | ------------------ |
|      | Chi tiết | Thonkanya 70', 78' |

| Úc         | 1–3      | Iraq                                                      |
| ---------- | -------- | --------------------------------------------------------- |
| Viduka 47' | Chi tiết | Nashat Akram 22' · Hawar Mohammed 60' · Karrar Jassim 86' |

| Thái Lan | 0–4 | Úc                                           |
| -------- | --- | -------------------------------------------- |
|          |     | Beauchamp 21' · Viduka 80', 83' · Kewell 90' |

| Oman | 0–0      | Iraq |
| ---- | -------- | ---- |
|      | Chi tiết |      |

### Bảng B
| Đội      | Tr | T | H | B | BT | BB | HS | Đ |
| -------- | -- | - | - | - | -- | -- | -- | - |
| Nhật Bản | 3  | 2 | 1 | 0 | 8  | 3  | +5 | 7 |
| Việt Nam | 3  | 1 | 1 | 1 | 4  | 5  | −1 | 4 |
| UAE      | 3  | 1 | 0 | 2 | 3  | 6  | −3 | 3 |
| Qatar    | 3  | 0 | 2 | 1 | 3  | 4  | −1 | 2 |

Tóm tắt các trận đấu
| Việt Nam                        | 2–0      | UAE |
| ------------------------------- | -------- | --- |
| Quang Thanh 63' · Công Vinh 73' | Chi tiết |     |

| Nhật Bản     | 1–1 | Qatar     |
| ------------ | --- | --------- |
| Takahara 61' |     | Soria 88' |

| Qatar     | 1–1      | Việt Nam       |
| --------- | -------- | -------------- |
| Soria 79' | Chi tiết | Thanh Bình 32' |

| UAE         | 1–3      | Nhật Bản                                 |
| ----------- | -------- | ---------------------------------------- |
| Al-Kass 66' | Chi tiết | Takahara 22', 27' · Nakamura 42' (ph.đ.) |

| Việt Nam         | 1–4      | Nhật Bản                                |
| ---------------- | -------- | --------------------------------------- |
| Suzuki 7' (l.n.) | Chi tiết | Maki 12', 59' · Endō 31' · Nakamura 53' |

| Qatar             | 1–2      | UAE                        |
| ----------------- | -------- | -------------------------- |
| Soria 42' (ph.đ.) | Chi tiết | Al-Kass 60' · Khalil 90+4' |

### Bảng C
| Đội        | Tr | T | H | B | BT | BB | HS  | Đ |
| ---------- | -- | - | - | - | -- | -- | --- | - |
| Iran       | 3  | 2 | 1 | 0 | 6  | 3  | +3  | 7 |
| Uzbekistan | 3  | 2 | 0 | 1 | 9  | 2  | +7  | 6 |
| Trung Quốc | 3  | 1 | 1 | 1 | 7  | 6  | +1  | 4 |
| Malaysia   | 3  | 0 | 0 | 3 | 1  | 12 | −11 | 0 |

Tóm tắt các trận đấu
| Malaysia       | 1–5      | Trung Quốc                                                      |
| -------------- | -------- | --------------------------------------------------------------- |
| Mahayuddin 74' | Chi tiết | Hàn Bằng 15', 55' · Thiệu Giai Nhất 36' · Vương Đống 51', 90+3' |

| Iran                        | 2–1      | Uzbekistan        |
| --------------------------- | -------- | ----------------- |
| Hosseini 55' · Kazemian 78' | Chi tiết | Rezaei 16' (l.n.) |

| Uzbekistan                                                               | 5–0      | Malaysia |
| ------------------------------------------------------------------------ | -------- | -------- |
| Shatskikh 10', 89' · Kapadze 30' · Bakayev 45+2' (ph.đ.) · Ibrahimov 85' | Chi tiết |          |

| Trung Quốc                              | 2–2 | Iran                       |
| --------------------------------------- | --- | -------------------------- |
| Thiệu Giai Nhất 7' · Mao Kiếm Khanh 33' |     | Zandi 45+1' · Nekounam 74' |

| Malaysia | 0–2      | Iran                                  |
| -------- | -------- | ------------------------------------- |
|          | Chi tiết | Nekounam 29' (ph.đ.) · Teymourian 77' |

| Uzbekistan                                   | 3–0      | Trung Quốc |
| -------------------------------------------- | -------- | ---------- |
| Shatskikh 72' · Kapadze 86' · Geynrikh 90+4' | Chi tiết |            |

### Bảng D
| Đội         | Tr | T | H | B | BT | BB | HS | Đ |
| ----------- | -- | - | - | - | -- | -- | -- | - |
| Ả Rập Xê Út | 3  | 2 | 1 | 0 | 7  | 2  | +5 | 7 |
| Hàn Quốc    | 3  | 1 | 1 | 1 | 3  | 3  | 0  | 4 |
| Indonesia   | 3  | 1 | 0 | 2 | 3  | 4  | −1 | 3 |
| Bahrain     | 3  | 1 | 0 | 2 | 3  | 7  | −4 | 3 |

Tóm tắt các trận đấu
| Indonesia                     | 2–1      | Bahrain     |
| ----------------------------- | -------- | ----------- |
| Sudarsono 14' · Pamungkas 64' | Chi tiết | Mahmood 27' |

| Hàn Quốc          | 1–1      | Ả Rập Xê Út               |
| ----------------- | -------- | ------------------------- |
| Choi Sung-Kuk 66' | Chi tiết | Y. Al-Qahtani 77' (ph.đ.) |

| Ả Rập Xê Út                         | 2–1      | Indonesia |
| ----------------------------------- | -------- | --------- |
| Y. Al-Qahtani 12' · Al-Harthi 90+3' | Chi tiết | Aiboy 17' |

| Bahrain                   | 2–1      | Hàn Quốc       |
| ------------------------- | -------- | -------------- |
| Isa 43' · Abdul-Latif 85' | Chi tiết | Kim Do-Heon 4' |

| Indonesia | 0–1      | Hàn Quốc         |
| --------- | -------- | ---------------- |
|           | Chi tiết | Kim Jung-Woo 34' |

| Ả Rập Xê Út                                           | 4–0      | Bahrain |
| ----------------------------------------------------- | -------- | ------- |
| Al-Mousa 18' · A. Al-Qahtani 45' · Al-Jassim 68', 79' | Chi tiết |         |

## Vòng đấu loại trực tiếp
|  | Tứ kết                    | Tứ kết              |                      |       | Bán kết       | Bán kết                |                        |  | Chung kết | Chung kết |
|  |                           |                     |                      |       |               |                        |                        |  |           |           |
|  | 21 tháng 7 – Bangkok      |                     |                      |       |               |                        |                        |  |           |           |
|  |                           |                     |                      |       |               |                        |                        |  |           |           |
|  | Việt Nam                  | 0                   |                      |       |               |                        |                        |  |           |           |
|  | Việt Nam                  | 0                   | 25 tháng 7 – Jakarta |       |               |                        |                        |  |           |           |
|  | Iraq                      | 2                   |                      |       |               |                        |                        |  |           |           |
|  | Iraq                      | 2                   | Iraq (p)             | 0 (4) |               |                        |                        |  |           |           |
|  | 22 tháng 7 – Kuala Lumpur |                     | Iraq (p)             | 0 (4) |               |                        |                        |  |           |           |
|  |                           |                     | Hàn Quốc             | 0 (3) |               |                        |                        |  |           |           |
|  | Iran                      | 0 (2)               | Hàn Quốc             | 0 (3) |               |                        |                        |  |           |           |
|  | Iran                      | 0 (2)               | 29 tháng 7 – Jakarta |       |               |                        |                        |  |           |           |
|  | Hàn Quốc (p)              | 0 (4)               |                      |       |               |                        |                        |  |           |           |
|  | Hàn Quốc (p)              | 0 (4)               | Iraq                 | 1     |               |                        |                        |  |           |           |
|  | 21 tháng 7 – Hà Nội       |                     | Iraq                 | 1     |               |                        |                        |  |           |           |
|  |                           | Ả Rập Xê Út         | 0                    |       |               |                        |                        |  |           |           |
|  | Nhật Bản (p)              | Ả Rập Xê Út         | 0                    | 1 (4) |               |                        |                        |  |           |           |
|  | Nhật Bản (p)              | 25 tháng 7 – Hà Nội |                      | 1 (4) |               |                        |                        |  |           |           |
|  | Úc                        | 1 (3)               |                      |       |               |                        |                        |  |           |           |
|  | Úc                        | 1 (3)               | Nhật Bản             | 2     | Tranh hạng ba | Tranh hạng ba          |                        |  |           |           |
|  | 22 tháng 7 – Jakarta      |                     | Nhật Bản             | 2     | Tranh hạng ba | Tranh hạng ba          |                        |  |           |           |
|  |                           |                     | Ả Rập Xê Út          | 3     |               | 28 tháng 7 – Palembang | 28 tháng 7 – Palembang |  |           |           |
|  | Ả Rập Xê Út               | 2                   | Ả Rập Xê Út          | 3     |               | 28 tháng 7 – Palembang | 28 tháng 7 – Palembang |  |           |           |
|  | Ả Rập Xê Út               | 2                   |                      |       | Hàn Quốc (p)  | 0 (6)                  |                        |  |           |           |
|  | Uzbekistan                | 1                   |                      |       | Hàn Quốc (p)  | 0 (6)                  |                        |  |           |           |
|  | Uzbekistan                | 1                   | Nhật Bản             | 0 (5) |               |                        |                        |  |           |           |
|  |                           |                     |                      | 0 (5) |               |                        |                        |  |           |           |

#### Tứ kết
| Nhật Bản                                       | 1–1 (s.h.p.) | Úc                                       |
| ---------------------------------------------- | ------------ | ---------------------------------------- |
| Takahara 72'                                   | Chi tiết     | Aloisi 70'                               |
| Loạt sút luân lưu                              |              |                                          |
| Nakamura · Endō · Komano · Takahara · Nakazawa | 4–3          | Kewell · Neill · Cahill · Carle · Carney |

| Iraq                   | 2–0 | Việt Nam |
| ---------------------- | --- | -------- |
| Younis Mahmoud 2', 65' |     |          |

| Iran                                   | 0–0 (s.h.p.) | Hàn Quốc                                                               |
| -------------------------------------- | ------------ | ---------------------------------------------------------------------- |
|                                        | Chi tiết     |                                                                        |
| Loạt sút luân lưu                      |              |                                                                        |
| Zandi · Mahdavikia · Enayati · Khatibi | 2–4          | Lee Chun-Soo · Kim Sang-Sik · Kim Do-Heon · Cho Jae-Jin · Kim Jung-Woo |

| Ả Rập Xê Út                     | 2–1      | Uzbekistan  |
| ------------------------------- | -------- | ----------- |
| Y. Al-Qahtani 3' · Al-Mousa 75' | Chi tiết | Solomin 82' |

#### Bán kết
| Iraq                                                            | 0–0 (s.h.p.) | Hàn Quốc                                                                |
| --------------------------------------------------------------- | ------------ | ----------------------------------------------------------------------- |
|                                                                 |              |                                                                         |
| Loạt sút luân lưu                                               |              |                                                                         |
| Hawar Mohammed · Qusay Munir · Haidar Abdul-Amir · Ahmad Mnajed | 4–3          | Lee Chun-Soo · Lee Dong-Gook · Cho Jae-Jin · Yeom Ki-Hun · Kim Jung-Woo |

| Nhật Bản               | 2–3 | Ả Rập Xê Út                         |
| ---------------------- | --- | ----------------------------------- |
| Nakazawa 37' · Abe 53' |     | Y. Al-Qahtani 35' · Mouath 47', 57' |

#### Tranh hạng ba
| Hàn Quốc                                                                       | 0–0 (s.h.p.) | Nhật Bản                                          |
| ------------------------------------------------------------------------------ | ------------ | ------------------------------------------------- |
|                                                                                |              |                                                   |
| Loạt sút luân lưu                                                              |              |                                                   |
| Cho Jae-Jin · Oh Beom-Seok · Lee Chun-Soo · Lee Ho · Kim Jin-Kyu · Kim Chi-Woo | 6–5          | Nakamura · Endō · Abe · Komano · Nakazawa · Hanyu |

#### Chung kết
| Iraq               | 1–0 | Ả Rập Xê Út |
| ------------------ | --- | ----------- |
| Younis Mahmoud 71' |     |             |

## Bảng xếp hạng giải đấu
| XH                  | Đội           | Bg | Tr | T | H | B | BT | BB | HS  | Đ. |
| ------------------- | ------------- | -- | -- | - | - | - | -- | -- | --- | -- |
| 1                   | Iraq          | A  | 6  | 3 | 3 | 0 | 7  | 2  | +5  | 12 |
| 2                   | Ả Rập Xê Út   | D  | 6  | 5 | 1 | 0 | 12 | 6  | +6  | 13 |
| 3                   | Hàn Quốc      | D  | 6  | 3 | 1 | 2 | 3  | 3  | 0   | 8  |
| 4                   | Nhật Bản      | B  | 6  | 3 | 2 | 1 | 11 | 7  | +4  | 9  |
| Bị loại ở tứ kết    |               |    |    |   |   |   |    |    |     |    |
| 5                   | Iran          | C  | 4  | 2 | 1 | 1 | 8  | 6  | +5  | 8  |
| 6                   | Uzbekistan    | C  | 4  | 2 | 0 | 2 | 10 | 4  | +3  | 6  |
| 7                   | Úc            | A  | 4  | 1 | 2 | 1 | 7  | 5  | +2  | 4  |
| 8                   | Việt Nam (H)  | B  | 4  | 1 | 1 | 2 | 4  | 7  | -3  | 4  |
| Bị loại ở vòng bảng |               |    |    |   |   |   |    |    |     |    |
| 9                   | Trung Quốc    | C  | 3  | 1 | 1 | 1 | 7  | 6  | +1  | 4  |
| 11                  | Indonesia (H) | D  | 3  | 1 | 0 | 2 | 3  | 4  | -1  | 3  |
| 10                  | Thái Lan (H)  | A  | 3  | 1 | 1 | 1 | 3  | 5  | -2  | 4  |
| 12                  | UAE           | B  | 3  | 1 | 0 | 2 | 3  | 6  | -3  | 3  |
| 13                  | Bahrain       | D  | 3  | 1 | 0 | 2 | 3  | 7  | -4  | 3  |
| 14                  | Qatar         | B  | 3  | 0 | 2 | 1 | 3  | 4  | -1  | 2  |
| 15                  | Oman          | A  | 3  | 0 | 2 | 1 | 1  | 5  | -4  | 2  |
| 16                  | Malaysia (H)  | C  | 3  | 0 | 0 | 3 | 1  | 12 | -11 | 0  |

## Giải thưởng

### Vua phá lưới
- Younis Mahmoud
- Takahara Naohiro
- Yasser Al-Qahtani

### Cầu thủ xuất sắc nhất
- Younis Mahmoud

### Đội đoạt giải phong cách
- Nhật Bản

## Cầu thủ ghi bàn
| 4 bàn - Younis Mahmoud - Takahara Naohiro - Yasser Al-Qahtani 3 bàn - Mark Viduka - Sebastián Quintana - Maksim Shatskikh 2 bàn - Hàn Bằng - Thiệu Giai Nhất - Vương Đống - Javad Nekounam - Maki Seiichiro - Nakamura Shunsuke - Ahmed Al-Mousa - Malek Mouath - Taiseer Al-Jassam - Pipat Thonkanya - Saeed Alkas - Timur Kapadze | 1 bàn - John Aloisi - Harry Kewell - Michael Beauchamp - Tim Cahill - Ismaeel Abdul-Latif - Sayed Mahmood Jalal - Salman Isa - Mao Kiếm Khanh - Bambang Pamungkas - Budi Sudarsono - Elie Aiboy - Andranik Teymourian - Fereydoon Zandi - Javad Kazemian - Seyed Jalal Hosseini - Hawar Mohammed - Karrar Jassim - Nashat Akram - Abe Yuki - Endō Yasuhito - Nakazawa Yuji | - Choi Sung-Kuk - Kim Do-Heon - Kim Jung-Woo - Indra Putra Mahayuddin - Badar Al-Maimani - Abdulrahman Al-Qahtani - Saad Al Harthi - Sutee Suksomkit - Faisal Khalil - Aleksandr Geynrikh - Aziz Ibragimov - Pavel Solomin - Ulugbek Bakaev - Huỳnh Quang Thanh - Lê Công Vinh - Phan Thanh Bình Ghi bàn vào lưới nhà - Suzuki Keita (trận gặp Việt Nam) - Rahman Rezaei (trận gặp Uzbekistan) |